# KBS韓国語能力試験
KBS韓国語能力試験は、KBSが主催する朝鮮語の試験である。文化体育観光部が公認する国家公認資格試験であり、試験の結果として発行される級別資格証は、公務員任用昇進、メディア職種入社、企業就職に活用される。初めて実施された2004年に2回の試験が実施され、2006年からは毎年4回程度実施されている。朝鮮語教員資格の審査とは無関係な試験であり、受験資格に制限はないが、外国人や朝鮮語を母語としない人を対象とした韓国語能力試験（TOPIK）とは別の試験である。成績の有効期間は成績発表日から2年間。
※国家公認資格証は1級から4+級まで発給
| 級別   | 検定基準 | 備考                                                                                            |
| ------ | --- | ----------------------------------------------------------------------------------------------- |
| 1級    | 専門家レベルの優れた朝鮮語使用能力を有している。 創造的な言語運用能力の保持者として、言論人、放送人、著述家、作家、国語関連教育者、企画や広報業務責任者として備えるべき言語能力を十分に備えている。 | 合格基準は、絶対評価ではなく、kbsが特許登録 （特許第10-0834208号） した級付与システムで算定する |
| 2+級   | 一般人として非常に優れたレベルの朝鮮語使用能力を有している。 言論人、放送人、著述家、作家、国語関連教育者、企画や広報業務を遂行する言語運用能力を備えている。                                       | 合格基準は、絶対評価ではなく、kbsが特許登録 （特許第10-0834208号） した級付与システムで算定する |
| 2-級   | 一般人として優れたレベルの朝鮮語使用能力を有している。 言論人、放送人、著述家、作家、国語関連教育者、企画や広報業務を行うことが基本的な言語運用能力を備えている。                                   | 合格基準は、絶対評価ではなく、kbsが特許登録 （特許第10-0834208号） した級付与システムで算定する |
| 3+級   | 一般人として、通常レベル以上の朝鮮語使用能力を有している。 一般的な業務を遂行することができる言語運用能力を備えている。                                                                             | 合格基準は、絶対評価ではなく、kbsが特許登録 （特許第10-0834208号） した級付与システムで算定する |
| 3-級   | 国語教育を正規に履修した一定水準以上の朝鮮語使用能力を有している。 一定の範囲内で、一般的な業務を行うことができる言語運用能力を備えている。                                                         | 合格基準は、絶対評価ではなく、kbsが特許登録 （特許第10-0834208号） した級付与システムで算定する |
| 4+級   | 国語教育を正規に履修したレベルの朝鮮語使用能力を有している。 一定の範囲内で、一般的な業務を行うことができる基礎的な言語運用能力を備えている。                                                       | 合格基準は、絶対評価ではなく、kbsが特許登録 （特許第10-0834208号） した級付与システムで算定する |
| 4-級   | 高校教育を修了したレベルの朝鮮語使用能力を有している。 一定の範囲内で基本的な業務を行うことができる基礎的な言語運用能力を備えている。                                                               | 合格基準は、絶対評価ではなく、kbsが特許登録 （特許第10-0834208号） した級付与システムで算定する |
| 級なし | 国語運用能力のために努力しなければならない。 | 合格基準は、絶対評価ではなく、kbsが特許登録 （特許第10-0834208号） した級付与システムで算定する |